# Arne Hegerfors
Olof Arne Hegerfors, född 4 juli 1942 i Majorna i Göteborg, död 29 januari 2024 i Stockholms Engelbrekts distrikt i Stockholm, var en svensk sportjournalist och programledare. Han var mest känd som sportkommentator i Sveriges Television där han arbetade i 28 år mellan 1969 till 1997 innan han gick över till dåvarande Canal+ där han blev kvar till pensioneringen 2012. Han tilldelades Stora journalistpriset 1992 samt vann det svenska TV-priset Kristallens hederspris 2008.

## Biografi
Arne Hegerfors föddes 1942 i Majorna i Göteborg, där han också växte upp. Han var yngre bror till seriekännaren Sture Hegerfors.
Hegerfors hade i ungdomen en lovande idrottskarriär inom fotbollen och hade kontraktserbjudande från franska OGC Nice men blev journalist efter att en allvarlig knäskada satt stopp för allt idrottande på elitnivå. Hegerfors säger i filmen IFK Göteborg – från kvartersklubb till världslag att laget som alltid varit speciellt för honom är just IFK Göteborg, såväl i barndomen som i vuxen ålder.
Han träffade sin hustru Kerstin 1978. De fick två barn tillsammans. Hegerfors hade även ett barn från ett tidigare äktenskap.

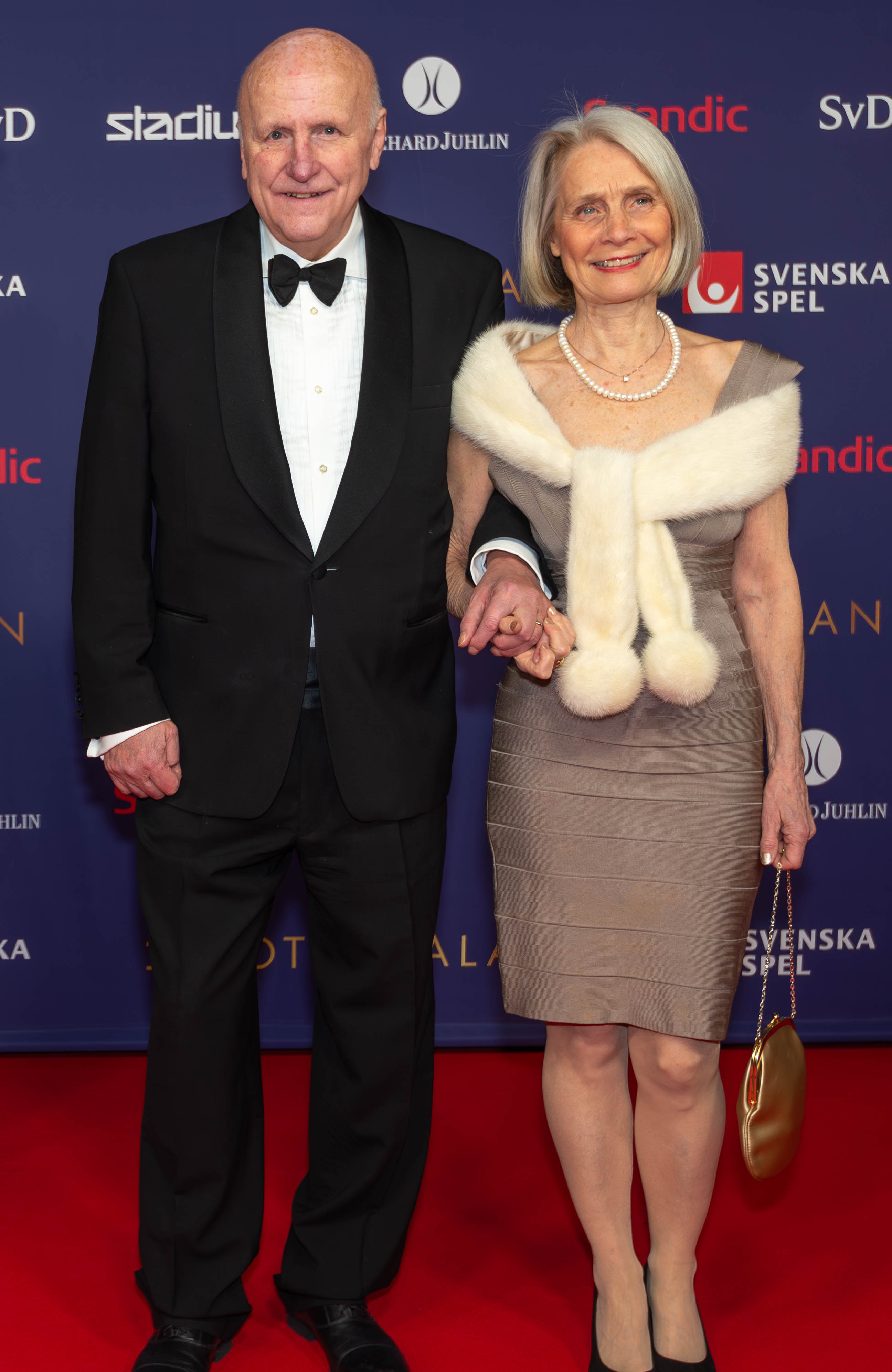
Arne Hegerfors med fru på Svenska Idrottsgalan i Avicii Arena den 16 januari 2023.

### Sportjournalist
Hegerfors började i 20-årsåldern jobba på Göteborgs Handels- och Sjöfartstidning. Där blev bland annat hans artikelserie om fotbollsallsvenskan uppmärksammad. Hegerfors började arbeta för Sveriges Radio i Göteborg 1966 efter att Lars-Gunnar Björklund rekryterat honom. 1969 flyttade han till Stockholm för en tjänst på SVT:s sportredaktion. Under sina år på TV-sporten på SVT från 1969 till 1997 kommenterade han bland annat åtskilliga fotbolls-, ishockey- och handbollsmästerskap och olympiska spel.
Han blev 1987 programledare för underhållningsprogrammet Kryzz tillsammans med Björn Skifs. Programmet gjordes i flera säsonger fram till 1995. Mellan 1993 och 1996 var han programledare för Det kommer mera tillsammans med först Martin Timell och sedan Anders Lundin. 
Hegerfors lämnade SVT 1997 och började som programledare och sportkommentator på betalkanalen Canal+ där han hade en miljonlön och enligt egen utsago var något av kanalens "galjonsfigur". Under åren på Canal+ ledde han program som Hegerfors Lördag (studiosändning kring minst en match i engelska Premier League) och Hockeytorsdag med Arne och Ankan. 2012 slutade Hegerfors på C More Entertainment på grund av sviktande hälsa.
Från 1984 fram till pensioneringen bildade Hegerfors det välkända radarparet ”Arne och Ankan” tillsammans med expertkommentatorn Anders "Ankan" Parmström, tidigare förbundskapten i ishockey.
Hegerfors belönades 1992 med Stora journalistpriset för sin insats under OS i Barcelona, där han ledde kvällssändningarna med författaren Ernst Brunner som bisittare. 2008 vann han det svenska TV-priset Kristallens hederspris.

## Kända citat
Hegerfors gjorde många minnesvärda referat från idrottsevenemang. Han kommenterade den berömda basketfinalen mellan Sovjetunionen och USA i OS i München 1972, som Sovjetunionen vann med 50–49 efter sekunddramatik, vilket gav USA dess första mästerskapsförlust i ett OS.
När cyklisten Bernt Johansson vann OS-guld i Montréal 1976, beskrev kommentator Hegerfors upploppet på följande sätt: "Det är defilering. Bernt Johansson med ett leende på läpparna. Han skakar på huvudet. Han kan inte tro att det här är riktigt sant. Ingen kan göra det. Han tittar sig bakåt. Inte finns det någon där. Han har, ja han har poliseskort in i mål."
Under fotbolls-VM 1994 i USA där Sverige vann brons, kommenterade Hegerfors flera av Sveriges matcher. När Martin Dahlin gjorde 3–1 för Sverige i gruppspelsmatchen mot Ryssland sa Hegerfors: "Nu firar vi midsommar i Pontiac Silverdome!”.

### Kameruns avbytarbänk
Hegerfors har ibland tillskrivits citatet "Det ser mörkt ut på Kameruns avbytarbänk", efter att det publicerades i Lasse Anrells floskeltopp. Hegerfors påstods ha sagt citatet i samband med att nedstämda spelare på avbytarbänken visades i bild under sändningen av kvartsfinalen mellan Kamerun och England i världsmästerskapet i fotboll 1990, orden kan ses som en groda då det även kan tolkas som en hudfärgsfråga.
Det verkar dock som att Hegerfors aldrig sagt citatet. Den första referensen av citatet tillskrivs tidningen Aftonbladet och Lasse Anrell den 1 september 1994. En granskning på internetforumet Flashback genomfördes från 2015 där VM-matcher sågs i efterhand. Det kunde då konstateras, att Hegerfors citat sannolikt är ett påhitt.
Ingen ljudupptagning av själva citatet har kunnat presenteras och det saknar därmed primärkälla.

## Inom kulturen
År 2000 medverkade Hegerfors i Markoolios musikvideo "Mera mål", där han spelar sig själv.
I Tv-serien Varuhuset spelade Hegerfors en gästroll som sig själv i ett avsnitt från säsong 3, våren 1988 som reporter för tv-programmet Sportnytt. Denna scen har av okänd anledning klippts bort från DVD-utgåvan av Varuhuset.
Hegerfors har också medverkat som kommentator tillsammans med parhästen Anders Parmström i de svenska versionerna av datorspelet NHL 06 och dess uppföljare.